# Cantó de Nòu Vic
El cantó de Nòu Vic és un cantó francès del departament de la Corresa, situat al districte d'Ussel. Té 10 municipis i el cap és Nòu Vic.

## Municipis
- Chirac
- La Masiera Bassa
- Liginhac
- Nòu Vic
- Palissa
- Ròcha lo Peiros
- Sent Estefe la Genesta
- Sent Alari al Luc
- Senta Maria la Panosa
- Serendon

## Història
| Data d'elecció                           | Identitat        | Partit | Qualitat |
| ---------------------------------------- | ---------------- | ------ | -------- |
| 1967-1979                                | M. Gout          | PCF    |          |
| 1979-1998                                | Raymond Chaumeil | RPR    |          |
| 1998-                                    | Henri Roy        | PS     |          |
| les dades anteriors no són pas conegudes |                  |        |          |
|                                          |                  |        |          |

| 1962  | 1968  | 1975  | 1982  | 1990  | 1999  | 2006  |
| ----- | ----- | ----- | ----- | ----- | ----- | ----- |
| 4.079 | 4.571 | 4.055 | 3.973 | 3.829 | 3.804 | 3.899 |